# 設楽氏
設楽氏（したらし、しだらし）は、日本の氏族のひとつ。旧字体：設樂氏。

## 概要
三河国設楽郡設楽郷（現・愛知県北設楽郡東栄町）が発祥とされる。『後三年合戦記』に出てくる伴助兼子孫の一族である。
鎌倉時代初期に原型が成立したとされる『保元物語』には、「三河国には志多良〔設楽〕、中条」とあり、また一族が「大屋介」「幡豆介」「参河大介」「八名郡司」「設楽郡司」「幡豆郡司」と称していることから三河国の在庁官人として勢力を伸ばし、この地に古くより土着していたと思われる。
足利氏の根本被官であり、足利将軍側近の番衆であった。
鎌倉府の初期以降、奉公衆として鎌倉公方に勤仕し、古河公方のもとでその奏者を勤めた。
戦国期には下総国、上野国、下野国、武蔵国にあって、戦国大名の家臣として存続した。
本家は、代々奥三河を領したが、川路城主の設楽清広（1507年 - 1570年）の嫡子である清政（能久）は、姉婿の設楽貞通との抗争で出奔し、武蔵国多摩郡（現・東京都八王子市）へ。その子孫は八王子の代官や八王子千人同心となる（八王子設楽家）。貞通の長男貞清は、徳川家康の関東移封に従い、武蔵国埼玉郡（現・埼玉県加須市）へ（加須設楽家）、貞通の次男貞信は、慶長6年（1601年）に分家して旧設楽領の三河国設楽郡（現・愛知県新城市）に戻り（新城設楽家）、それぞれ旗本となる。三男貞慶は徳川頼宣に仕え、四男貞則の子孫は二本松藩（二本松設楽家）に仕えた。

## 人物

### 平安時代・鎌倉時代
伴助高
三河半国総追捕使兼八名・設楽郡の領主。伴六介と号す。宇利富永の地を領し、「設楽伴別当」と号す。
設楽資兼
伴助兼。伴助高の子。「設楽大夫」と号す。
設楽資時
設楽四郎。三州設楽の祖。文治5年（1189年）源頼朝が奥州において藤原泰衡を討伐のとき、栗原合戦に進み、面を切られ敵を打つ。よって勲賞に預かる。
設楽太郎兵衛入道
三河守護足利氏の被官として永仁年間（1293年 - 1298年）頃の『足利氏所領奉行番文』に記されている（『倉持文書』『栃木県史史料編』）。
設楽五郎左衛門尉
『太平記』巻第九「六波羅攻事」に、元弘3年（1333年）斎藤玄基翁との馬上組討をしたことが記されている。

### 室町時代
設楽五郎兵衛尉助定、設楽六郎助兼、設楽二郎
康永5年（1345年）8月、足利尊氏の天龍寺供養の参列者（帯刀）（『結城文書』天龍寺供養日記）。
設楽五郎兵衛尉、同六郎
貞和5年（1349年）8月、足利直義邸へ参じる（『太平記』巻第二十四）、『師守記』、『丹後旧事記』）。
設楽兵藤左衛門（建武3年・1336年）
河野通盛が比叡山に拠る後醍醐天皇方を攻撃した伊予国軍勢に「大野次郎兵衛尉忠直（設楽兵藤左衛門尉正義若党）右足射疵」とある（『改姓築山 河野家之譜』『萩藩譜録・五九四』）。
役人設楽
足利成氏期の鎌倉府の年中行事を記録したものとされる『鎌倉年中行事』の「公方様御発向ノ事」に、公方が合戦に御所から出発するとき、御幡を仕立てる役人として、旗竿の蝉口（綱を取り付けるところ）に「御桟」を取り付ける役をするとある。
設楽資乗
設楽六郎大夫。三河大介。貞和4年（1348年）に足利尊氏から伯耆国と周防国内の地頭職をあてがわれている。
設楽十郎
正平8年/文和2年（1353年）、「尊氏、設楽十郎を靫負尉〔ゆげいのじょう〕に推挙す」（『蠧簡集残篇』）。
設楽新左衛門入道
延文4年（1359年）12月21日設楽新左衛門入道等着到状（『尾張佐野文書』）。
設楽三郎
『御評定着座次第』応安8年（1375年）1月13日条、永和2年（1376年）1月8日条に見える。
設楽伊賀太郎、設楽越中三郎
『御評定着座次第』永和4年（1378年）1月11日条に見える。
設楽越中三郎、設楽伊賀四郎
『花営三代記』康暦元年（1379年）の記述に名前が見える。
設楽のゑんちう三郎
永徳元年（1381年）3月の後円融天皇の室町第行幸に関する記録『さかゆく花上』にある名前。
設楽六郎助僉
『御的日記』から、康永3年（1344年）に室町幕府の正月恒例の行事である的始の射手であることがわかる。
設楽又次郎
康永4年（1345年）、室町幕府的始の射手（『御的日記』）。
設楽越中三郎
至徳2年（1385年）、至徳3年（1386年）、至徳4年（1387年）、嘉慶2年（1388年）、室町幕府的始の射手（『御的日記』）。
設楽伊賀四郎
至徳3年（1386年）、室町幕府的始の射手（『御的日記』）。
設楽新左衛門
嘉慶3年（1389年）、室町幕府的始の射手（『御的日記』）。
設楽三郎貞助
『御産所日記』に、永享6年（1434年）、足利義勝誕生時の鳴弦の儀の鳴弦役をつとめたことが記されている。
設楽兼平（?- 1439年）
遠江守。永享の乱で鎌倉公方の足利持氏に従って討死した（『相州兵乱記』）。
設楽兵庫助
奉公衆御番衆二番(『永享以来御番帳』)。
設楽兵庫助
文安年間の人。奉公衆御番衆二番の桃井民部大輔の配下(『文安年中御番帳』)。
設楽平左衛門、設楽次郎左衛門
文安年間の人。奉公衆御番衆二番の桃井民部大輔の配下(『文安年中御番帳』)。
設楽越中守
康正2年（1456年）の内裏造営のために諸国に課した段銭と国役の記録に三河国下郷河路村段銭三百五十貫文を納めたことが記されている（『康正二年造内裏段銭并国役引付』）。

### 戦国時代・安土桃山時代
設楽三郎貞清
応仁年間の頃の『見聞諸家紋』に見られる。
設楽助太郎
文明14年（1482年）の本土寺鐘名に「下総州勝鹿郡風早庄平賀長谷山／本土寺推鐘 右 高祖／以来相當第十番師／日瑞得求之 奉施入／檀那設楽助太郎大伴継長」とある。
設楽出雲守行暹、設楽左衛門尉、設楽出雲蓮行位
『本土寺過去帳』に見られる人物。
設楽三郎
長享元年（1487年）、『長享元年九月十二日常徳院殿様江州御動座当時在陣衆着到』に見える。
設楽貞重
設楽城主。享禄2年（1529年）、松平清康に牛久保城の牧野貞成、西郷城の西郷信貞、二連木城の戸田宣光、田峰城・野田城の菅沼定則らとともに降伏する（『徳川実紀』）。
陸奥守内設楽越前父子
永禄12年（1569年）、北条氏照の配下（『甲陽軍鑑』）。
設楽新八郎
天正11年（1583年）、由良成繁の家来として館林城に籠城した（『新田老談記』）。
設楽新三郎
天正年間の頃、長尾顕長の家来（『新田老談記』）。
設楽甚三郎貞光
天正12年（1584年）、蟹江城合戦の下市場城の大手(攻め方)『小牧陣始末記』）。
設楽左衛門尉
天正13年（1585年）『房総治乱記』。
設楽左ヱ門大夫長隆
天正年間の頃、川中島の戦いで活躍し、長篠の戦いで武田方の落武者として、上樋越（現玉村町樋越）に落ちのびた。百足丸刀の所有者。
設楽金太夫
北条氏邦の家臣。設楽氏館（埼玉県秩父郡皆野町金沢）を築く（天正年間の頃）。

## 設楽一族

### 三河設楽家
設楽本家は、代々奥三河の一地域を領した。
川路城主の設楽清広（1507 - 1570）の嫡子であった設楽能久は、姉婿の設楽貞通との抗争により出奔したが、その子孫は八王子にて代官などを務めた。
設楽貞通（天文3年・1534年 - 慶長元年・1596年）が領地を相続したが、徳川家康によって采地を駿遠両国に移された。
貞通の子達は、家康の関東移封に従い武蔵国羽生に知行地を賜った。長男貞清は所領を二男貞信に700石、三男貞慶に500石、四男貞則に300石に分け与えた。

#### 八王子設楽家
設楽能久（よしひさ）（清政、貞光、神三郎））を祖とする。
川路城主の設楽清広（1507 - 1570）の嫡子であったが、姉婿の設楽貞通との抗争により、設楽家伝来の系図、その他重器を持って出奔。その後、北条氏直に仕え、小田原征伐では、武州八王子城を守った。北条家没落後は武州多摩郡椚田村に土着する。
『新編武蔵風土記稿』に、三河国設楽郡の設楽神三郎某の子孫が後北条氏に仕えて、のちに武蔵国多摩郡下恩方村（現・東京都八王子市）に住み着いたことが記されている。墓所は心源院（下恩方町1970）。
能久の子である能業は、幕府に召されて八王子の代官となる。『信濃史料』に「寛永六 幕府代官設楽能業等、筑摩郡殿野入村等を検地す、清左衛門竿請帳」、「寛永一七 徳川家光、幕府代官岡上景親・設楽能業等の、下野日光祭礼下向の公家衆の木曽路往還に際し、之を路次に接待せし辛労を犒ふ」、「寛永一八 幕府代官設楽能業、佐久郡本間川村等に、本年年貢を割付く」などとある。
西沢淳『幕領陣屋と代官支配』データベースによると、この家系で計9人が代官となっている。
- 長兵衛能業（？-1647年）
- 源右衛門能政（1631-1678年）
- 権兵衛能真（？-1667年）
- 太郎兵衛某（1678-1692年）
- 孫兵衛能武（1667-1700年）
- 喜兵衛正秀（1690-1700年）
- 勘左衛門能久（1688-1700年）
- 長兵衛能該（1742-1753年）
- 八三郎能潜（1843-1855年）：勘定吟味役。弘化元年（1844年）江口（大阪市東淀川区）代官。安政2年（1855年）岩鼻陣屋（群馬県高崎市）代官。

一族は、代官の他、勘定（能利、能乗、正勝）、具足奉行（能賢）、蔵奉行（茂雅）、金奉行（正篤）、郡奉行（正凝）を務めた。
岩次郎能棟（備中守）は大政奉還時の目付。
八王子千人同心には、清忠以外にも設楽姓がある。
興福寺（八王子市東浅川町754）には、一族の墓石（宝篋印塔）15基が残され、勘左衛門能久の屋敷の勝手口にあった門が興福寺山門として移築されている。（関東十八代官の江戸城下への移住後）
設楽杢左衛門：万治年間に八王子市高尾町の南浅川を自費で約7年かけて改修し、この功により幕府から永免田畑高9斗を受けた。
同氏の墓が能久と同じ心源院（下恩方町1970）にあることから、八王子設楽家の子孫とされる。

#### 加須設楽家
設楽貞通の嫡男である貞清（さだきよ）を祖とする。
貞清は、徳川家康の家臣として、天正10年（1582年）天正壬午の乱に従い、天正12年（1584年）小牧・長久手の戦いで戦功を挙げ、天正18年（1590年）小田原征伐の陣に供奉している。徳川家康の関東移封に従い、武蔵国埼玉郡（現・加須市）に采地を賜う。妻は大久保忠世の娘。 娘は森川重俊の妻。
開基した永喜山香積寺（加須市馬内684）には、一族の墓石（宝篋印塔6基、笠塔婆6基）がある
また、真言宗智山派寺院の金蓮院（加須市礼羽397-1）を開基した。
貞清の子である貞代は、徳川秀忠に仕え、慶長19年（1614年）の大坂冬の陣では、酒井家次の隊に列した。元和元年（1615年）の大坂夏の陣では、伏見城の城番を勤めた。寛永9年（1632年）甲斐国郡内の城代、同11年（1634年）上総国佐貫城の城番、同13年（1636年）甲府城の城番となる。武蔵国埼玉郡（現・加須市）の1500石に新墾田650石を加え、2150石。妻は石川家成の娘。また、徳川家光の七夜の祝儀に参上した（『徳川実紀』）。
一族は、旗本として、鎗奉行（貞辰）、書院番（貞成）、一橋家家老（貞好）、御書院番士（貞則、貞廣、貞正）、御小姓組番士（貞英、貞周、貞時、貞利）を勤めた。
貞成は曹洞宗三宮寺（加須市馬内500-1）を開基した。

#### 新城設楽家
設楽貞通の二男である貞信（さだのぶ）を祖とする。
貞信は、徳川家康の家臣として、天正12年（1584年）小牧・長久手の戦い、天正18年（1590年）小田原征伐の陣に供奉し、慶長19年（1614年）の大坂冬の陣では、酒井家次の隊に列し、元和元年（1615年）の大坂夏の陣では、伏見城の城番を勤めた。
父貞通の旧領である三河国設楽郡に700石の采地を賜う。諸道具奉行。
貞信の嫡男である貞政（さだまさ）は、寛永15年（1838年）書院番士、同18年（1841年）に小姓組。寛文12年（1672年）に布衣を着することを許される。延宝2年（1674年）、陸奥仙台藩の伊達綱村の国政を監す。延宝7年（1679年）大阪町奉行となり、丹波国氷上、下野国芳賀に1500石を加賜され、肥前守に叙任せられる。妻は安倍瑞屯の娘。
貞政の嫡男の貞興（さだおき）は、小姓組番士。丹波国の采地を下野国河内郡に移され千四百石を知行する。
7代の貞喬（さだたか）は、青木一貫（伊達政宗子孫）の二男。寛政元年（1789年）、采地の竹広に陣屋を構える。
貞喬の嫡男である貞丈（さだとも）は、「蒲桃図説」を著す。妻は林述斎の娘。
貞丈の三男は、岩瀬忠震。
貞丈の四男である貞晋（さだてる）は、明治維新の版籍奉還により、静岡県引佐郡気賀町に移住した。
一族は、旗本として、御小姓組番士（貞高、貞猶）、御書院番士（貞根）を勤める。

## 設楽氏ゆかりの城館
増瑞寺屋敷（愛知県新城市富永字原ノ内）：鎌倉期の居館跡で、設楽氏発祥の地とされる。
設楽城（愛知県北設楽郡東栄町）：建久元年（1190年）設楽資時が設楽八名の領主となり、正和元年（1312年）に設楽重清が岩瀬郷へ移るまでの約120年間を設楽氏が治めたとされる。
岩広城（愛知県新城市富沢）：正和元年（1312年）に設楽重清が岩瀬郷へ配置換えとなり、正和2年（1313年）に岩広城を築いたとされる。別名岩広村広瀬城。三河国二葉松では設楽越中守守通の別城とされる。城跡の北には、重清夫妻の墓とされる「全光塚」がある。
川路城（愛知県新城市竹広）：別名大坪村古城。三河国二葉松では設楽甚三郎、設楽兵庫の居城とされる。城跡に歴代の城主が鷹狩の鷹の飼育に使っていたとされる「お鷹井戸」が、城跡の西に「小川路稲荷」が残っている。
来迎松城（愛知県新城市富永）：三河国二葉松では設楽越中守守通の根城とされる。城跡には、稲荷大明神と宝筐印塔がある。
川路端城跡（愛知県新城市川路）：設楽氏家老の夏目氏の城。
設楽氏館（埼玉県秩父郡皆野町金沢）：北条氏邦の家臣設楽金太夫の居館であったとされる。

## その他の設楽氏
設楽能弘
亨保17年（1732年）、『老士語録』の序文著者。
設楽天僕（てんぼく）
天保12年（1841年）、現在の群馬県伊勢崎市出身の蘭方医。21歳で外科医院「日精堂」を開業。その後、学問所「郷学責善堂(ごうがくせきぜんどう)」の頭取に就任。

## 菅原姓の設楽氏
『寛政重修諸家譜』第1035には「曩祖は弾正大弼貞衡が二男左馬頭時清よりでて、三河国設楽郡川路城に住せしより設楽を称号とす。東三河の乱に代々の系図をうしなうがゆへ、貞衡時清両代前後の世系を詳にすることはあたはず」とあり、「貞次」に始まり、以下、貞好－貞明ー貞長－貞重（天保5年・1834年没）となっている。 。家紋は「十六葉裏菊」、「梅鉢」、「五七の桐」。
弾正大弼貞衡とは菅原在良の孫（菅原清能の子）。

## 菅原氏系譜
設楽氏の系図は、愛知県設楽郡誌、南設楽郡誌、北設楽郡誌以外に3つが公表されている。
滝川氏蔵「設楽氏記略」
貞衡 - 時清 - 資時 - 資重 - 道長 - 貞元 - 重清（以下略）。
吉村氏蔵「設楽氏系図」
貞衡 - 時清 - 資貞 - 資重 - 道長 - 貞元 - 重清（以下略）。
小倉氏蔵「設楽家系譜写」
貞衡 - 時清 - 清実 - 清氏 - 資時 - 資定 - 資重 - 道長 - 貞元 - 重清（以下略）。

愛知県設楽郡誌（A）、南設楽郡誌（B）、北設楽郡誌にある譜系（C）は、ＡをもとにBが書かれ、Cの譜系はBによっている。
新旧郡誌の設楽歴代は、小倉氏蔵系譜と完全に一致する。